# República de Perloja
La República de Perloja fue un microestado existente en el poblado homónimo, que se encontraba en los intereses de las potencias vecinas, desde 1918 hasta 1919, aunque en los hechos existió hasta 1923. Abarcó otros 10 pueblos vecinos (tales como Dvarčiai, Trakiškiai, Žiūrai, Mančiagirė, entre otros).

## Historia
Los lituanos buscaban crear estructuras estatales que funcionaran y defenderse en las Guerras de Independencia de Lituania contra los soldados alemanes, soviéticos y polacos. Por ello, en noviembre de 1918, un grupo vecinal establecieron un comité parroquial autónomo, a menudo llamado República de Perloja (Perlojos respublika), presidido por Jonas Česnulevičius, veterano del Ejército Imperial Ruso. La República de Perloja tenía su propia corte, policía, prisión, moneda (lita de Perloja) y un ejército de 300 hombres. Este ejército participó en peleas con varias unidades militares. El autogobierno se conservó incluso durante la guerra lituano-soviética.en 1919; el Comité Parroquial simplemente pasó a llamarse comité revolucionario. Después de la guerra polaco-lituana por la región de Vilnius, Perloja estaba en la zona neutral establecida por la Sociedad de Naciones. En 1923, la zona se dividió a lo largo del río Merkys, dejando una orilla a Lituania y otra a la Segunda República Polaca. La República de Perloja existió con interrupciones hasta 1923. Los documentos se certificaron con un sello, solo se utilizó el idioma lituano. Inicialmente, se utilizó un sello de iglesia, luego se creó uno nuevo, en el que, según John Matusas, se registró el nombre de Duke Perlis.  Más tarde, el sacerdote A. Petkelis comenzó a dirigir el comité, y también se convirtió en el comandante de las operaciones militares y partisanas.
Había 80 hombres armados en el escuadrón de autodefensa, estaban dirigidos por Juozas Lukoševičius. El ejército tuvo que luchar tanto contra los polacos como contra los rusos, así como más tarde, tras pasar a formar parte de Lituania. Según J. Matus, el escuadrón de autodefensa de Perloja, el 6 de enero de 1919, disparó contra una unidad del ejército polaco que regresaba de Rusia, compuesta por cien soldados, hiriendo y matando a varios de ellos.
En otoño de 1919, Perloja fue ocupada por los bolcheviques, que permanecieron hasta principios del año siguiente, cuando fueron expulsados por el ejército lituano que irrumpió en Varėna. Durante el ataque polaco, el ejército lituano tuvo que retirarse a Daugai.  El 3 de febrero de 1925. el Consejo de la Sociedad de Naciones abolió la zona neutral de 20 km entre los territorios controlados por Lituania y Polonia, que también incluía la República de Perloja. De esta forma, el territorio de la parroquia de Perloja quedó dividido por la mitad entre estos países.